# Sarah Michel
Sarah Michel  (nacida el 10 de enero de 1989 en Ris-Orangis, Francia) es una jugadora de baloncesto francesa. Con 1.80 metros de estatura, juega en la posición de alero.